# مستشفى اليمن الألماني
المستشفى اليمني الألماني يقع في صنعاء عاصمة اليمن وبالتحديد في جنوب العاصمة  منطقة حدة  تقاطع شارع حدة مع شارع الستين الجنوبي في جولة المصباحي وهو مستشفى خاص .